# Cantó de Montmirey-le-Château
El cantó de Montmirey-le-Château és un cantó francès del departament del Jura, situat al districte de Dole. Té 13 municipis i el cap és Montmirey-le-Château.

## Municipis
- Brans
- Champagney
- Chevigny
- Dammartin-Marpain
- Frasne-les-Meulières
- Moissey
- Montmirey-la-Ville
- Montmirey-le-Château
- Mutigney
- Offlanges
- Peintre
- Pointre
- Thervay

## Història
| Data d'elecció                           | Identitat          | Partit               | Qualitat |
| ---------------------------------------- | ------------------ | -------------------- | -------- |
| 1945-19..                                | M. Detel           | PPUS                 |          |
| 19..-1967                                | André Détot        | CNIP                 |          |
| 1967-1972                                | Paul Boiteux       | Divers gauche        |          |
| 1972-1989                                | Pierre Brantus     | CDP, després UDF-CDS |          |
| 1989-1992                                | Bernadette Brantus | UDF                  |          |
| 1992-2004                                | Bernard Chauvin    | UDF                  |          |
| 2004-                                    | Dominique Troncin  | Divers gauche        |          |
| les dades anteriors no són pas conegudes |                    |                      |          |
|                                          |                    |                      |          |